# 目 (分類学)
目（もく、英: order、羅: ordo）は、生物分類のリンネ式階級分類における基本的階級のひとつ、および、その階級に属するタクソンのことである。
目は、綱の下・科の上に位置する。さらに、目の上に上目（じょうもく、英: superorder、羅: supraordo）、目の下に亜目（あもく、英: suborder、羅: subordo）、亜目の下に下目（かもく、英: infraorder、羅: infraordo）、下目の下に小目（しょうもく、英: parvorder、羅: parvordo）を置くことがある。

## 命名法
科よりも高位の分類階級に対する命名法は、一般に科以下と比べて緩い規約になっている。国際藻類・菌類・植物命名規約では優先権を必ずしも守る必要はないし、タイプの名前を元にして作る必要もない。国際動物命名規約においては記述そのものが極めて少ないが、やはり優先権は及ばないしかなり自由に命名できる。ただし国際細菌命名規約ではこの「境界」は科ではなく目になっている。
国際藻類・菌類・植物命名規約では、目や亜目をタイプの名前を元にして命名する場合には語尾を統一することが規定されている。説明的な名前をつける場合にはその義務はないのだが、実際にはほとんどの場合で語尾が統一されている。国際動物命名規約には統一語尾の規定は存在しないが、鳥類や原生動物などではそれぞれ独自の統一語尾を使う慣行がある。対照的に国際細菌命名規約では、目および亜目の名前はタイプ属の語尾を変化させたものでなければならない。最近になって一部のウイルスについて目が設定されるようになった。
| 階級               | 植物   | 細菌   | 動物 | ウイルス | ウイロイド |
| ------------------ | ------ | ------ | ---- | -------- | ---------- |
| 巨目（Magnorder）  |        |        |      |          |            |
| 上目（Superorder） |        |        |      |          |            |
| 大目（Grandorder） |        |        |      |          |            |
| 中目（Mirorder）   |        |        |      |          |            |
| 目（Order）        | -ales  | -ales  |      | -virales |            |
| 亜目（Suborder）   | -ineae | -ineae |      |          |            |
| 下目（Infraorder） |        |        |      |          |            |
| 小目（Parvorder）  |        |        |      |          |            |

## 歴史
ordo（目）が分類階級の名前として登場するのは、ドイツの植物学者アウグスト・クイリヌス・リヴィヌスが1690年代に植物分類学について述べた一連の著作が最初である。それまでは属を集めた最も上位の階級としてgenus summum（最高位の属）と呼ばれていたものについて、ordoという語を使っている。ただしトゥルヌフォール（Tournefort）はほぼ同じものをclassis（綱）と表現した。その後、カール・フォン・リンネはSystema Naturae『自然の体系』の第1版（1735年）で動物・植物・鉱物の3界全てで目という語を使っている。

### 動物分類学
リンネが動物に対して設定した目は、リンネ以前の動物学の伝統を受け継いだ自然なものであった。そのため、鱗翅目（Lepidoptera）や双翅目（Diptera）のように、現在でもそのまま通用しているものもある。

### 植物分類学
リンネがSystema NaturaeやSpecies Plantarum『植物の種』で植物に対して用いた目という階級は、綱に含める属が多すぎるという理由で導入された完全に人為的なものであった（Philosophia Botanica 161節）。雌しべの数（Monogyniaなど）を使ったものが有名であるが、それ以外にも綱によってさまざまな基準で細分化している。こうした目は現在ではほとんど通用しない。
リンネはこれとは別にordo naturalis（自然な階級?）というグループ化をしている（1738年のClasses plantarumなど）が、こちらは現在の科に相当するものである。リンネ以後に主流になったフランスの植物学においては、このordo naturalisと同様のグループをラテン語でordo、フランス語で'famille'と呼んでいた。これは1868年のLois de la nomenclature botanique（通称ド・カンドル規約）にも引き継がれていたが、1906年に発行された国際植物命名規約（旧ウィーン規約）でこの2つが分離され、フランス語の'famille'に対してはラテン語familia（科）をあて、ラテン語ordo（目）はそれまでcohors（コホート）と呼んでいた階級と同じと見なした。
以上からリンネが用いた目は、人為的な目もordo naturalisも、どちらも現在の植物の目とは直接の関係がないことになる。